# Демократска народна партија Црне Горе
Демократска народна партија Црне Горе (ДНП) је парламентарна политичка странка у Црној Гори. Настала је из политичке групације која се током 2012. године одвојила од Социјалистичке народне партије Црне Горе. До одвајања је дошло усљед опречних ставова о приступању новоствореној опозиционој коалицији под називом Демократски фронт. Издвојена група страначких функционера, која је на челу са Миланом Кнежевићем приступила Демократском фронту, није се тада конституисала као нова странка, већ је дјеловала као посебан политички субјекат под називом "Група бирача - Милан Кнежевић". Крајем 2014. године, поменута групација је и формално прерасла у странку под називом Демократска народна партија Црне Горе. Одлука о оснивању странке је донијета 30. новембра 2014. године, а за првог предсједника ДНП изабран је Милан Кнежевић.

## Група бирача Милан Кнежевић
Формирање политичке групације из које је касније настала ДНП започело је 2012. године, када је у руководству Социјалистичке народне партије Црне Горе дошло је до разлаза поводом питања о евентуалном приступању те странке новоствореној опозиционој коалицији под називом Демократски фронт, која је формирана од стране Покрета за промјене (ПЗП) и Нове српске демократије (НСД). На челу те коалиције налазио се Миодраг Лекић, бивши министар спољних послова Црне Горе, који је био познат по својим ранијим антисрпским ставовима, а исто је важило и за Небојшу Медојевића, предсједника ПЗП, који је одиграо неславну улогу приликом доношења новог Устава Црне Горе (2007).
Пошто је у знатном дијелу чланства СНП постојао отпор према склапању коалиције са таквим, крајње непоузданим и компромитованим политичким чиниоцима, већи дио страначког руководства на челу са Срђаном Милићем, тадашњим предсједником СНП, био је крајње скептичан према формирању коалиције са Медојевићем и Лекићем, док је струју која се залагала за приступање Демократском фронту предводио Предраг Булатовић, бивши предсједник СНП, који је годинама уназад заговарао стварање коалиције са Медојевићем и Лекићем, са којима је био у посебним односима још од 2006. године, када су заједно договарали стварање Демократске алтернативе.
Немајући повјерења у Медојевића и Лекића, руководство СНП је почетком августа 2012. године саопштило да ће та странка приступити Демократском фронту само уколико јој буде призната половина кандидатских мјеста на заједничкој изборној листи, али тај захтјев није био прихваћен од стране ПЗП и НСД. Након тога, мањи дио руководства СНП се одлучио за самостални улазак у ДФ, што је довело до раскола у врху СНП и искључења свих страначких функционера који су приступили Демократском фронту.
Искључена групација, коју су предводили Милан Кнежевић и Предраг Булатовић, није се тада конституисала као нова странка, већ је представљала посебан политички субјекат под називом "Група бирача - Милан Кнежевић". Сва ова збивања довела су до озбиљног нарушавања односа између СНП и странака окупљених у Демократском фронту, чиме су продубљене подјеле у опозиционим редовима.
На скупштинским изборима који су у Црној Гори одржани у октобру 2012. године, "Група бирача - Милан Кнежевић" је наступила у оквиру Демократског фронта, који је освојио 22,8% гласова и 20 посланичких мандата, чиме је та коалиција постала најзначајнија опозициона снага у Скупштини Црне Горе.
На предсједничким изборима који су у Црној Гори одржани у априлу 2013. године, "Група бирача - Милан Кнежевић" је заједно са осталим коалиционим партнерима из Демократског фронта подржала кандидатуру тадашњег коалиционог предсједника Миодрага Лекића, етничког Црногорца познатог по ранијем антисрпском држању, који је освојио 154,289 гласова (48.79%), изгубивши изборе у првом кругу.

## Оснивање и дјелатност ДНП
Крајем 2014. године, "Група бирача Милан Кнежевић" је и формално прерасла у странку, која је основана 30. новембра, под називом Демократска народна партија Црне Горе, а за првог предсједника ДНП изабран је Милан Кнежевић. Непосредно након оснивања странке, Кнежевић је упутио отворени позив члановима СНП да приступе његовој странци, а самим тим и Демократском фронту. Међутим, већ почетком 2015. године, показало се да је реторика опозиционог јединства изгубила упориште и у самом Демократском фронту, из кога је иступио Миодраг Лекић, дотадашњи предсједник ДФ, а исто су учиниле и неке мање чланице те коалиције. У сенци осипања Демократског фронта сазван је и конгрес ДНП, који је одржан 21. марта 2015. године у Подгорици, уз исказивање пуне подршке даљем останку странке у саставу поменуте коалиције.
На скупштинским изборима који су у Црној Гори одржани у октобру 2016. године, ДНП је наступила у оквиру Демократског фронта, који је према званичним изборним резултатима освојио 77.784 гласова (20,32%) и 18 посланичких мандата, од чега је ДНП добила четири мандата.
Средином 2017. године, предсједник ДНП и скупштински посланик Милан Кнежевић нашао се међу оптуженима на наводни покушај државног удара у Црној Гори, а судски процес који је вођен против Кнежевића и његових наводних саучесника прерастао је у политички процес, што је довело до даље радикализације унутрашњих политичких односа у Црној Гори.
На предсједничким изборима који су у Црној Гори одржани у априлу 2018. године, ДНП је заједно са осталим коалиционим партнерима из Демократског фронта подржала кандидатуру Младена Бојанића, етничког Црногорца, који је освојио 111,711 гласова (33,40%), изгубивши изборе већ у првом кругу.

## Чланови
- Милан Кнежевић, оснивач и председник странке, посланик Скупштине Црне Горе
- Маја Вукићевић, чланица Председништва и потпредседница странке, посланица Скупштине Црне Горе и потпредседница Парламентарне скупштине Савета Европе
- Владислав Бојовић, члан председништва
- Милун Зоговић, члан председништва